# منطقة المدينة المنورة العسكرية

شعار قيادة المنطقة.

قيادة منطقة المدينة المنورة العسكرية تأسست في عام 1344 هـ / 1925، وهي أقدم المناطق العسكرية للقوات المسلحة في المملكة العربية السعودية. وكان أول مقر لها يدعى السبيل، وكان به مكتب قائد المنطقة والمحاسبة والسنترال (أصبح الآن مقراً لمكتبة الملك عبد العزيز). ثم انتقلت إلى القلعة ليكون بها فصيل الحراسات، الذي أصبح مقراً لفرع وزارة الإعلام سابقاً. ثم انتقلت إلى القشلة حيث كان يوجد بها أربع سرايا مشاة وسرية الطبابة. أما سرية الصيانة وفصيل الموسيقى فكانا في العنبرية، وبعد ذلك انتقلا إلى عدد من المباني المستأجرة حتى تاريخ 30 ذو الحجة 1408 هـ / 1988، ثم بتاريخ الأول من محرم 1409 هـ انتقلت إلى آبار علي وهو موقعها الحالي.